# 悲別ロマン座
悲別ロマン座（かなしべつロマンざ）は、1984年に放映されたテレビドラマ「昨日、悲別で」においてロケ地として使用され、ドラマの舞台にもなった架空の建物名。

## 概要
正式名称は「旧上歌会館（きゅうかみうたかいかん）」で、北海道歌志内市に所在する。1953年に旧住友上歌志内砿の職員厚生施設（映画館）として竣工。往時は映画上映や舞台公演、有名歌手の歌謡ショーなどが催され賑わっていた。
1971年に炭鉱が閉山してからは活用されることもなく廃墟状態となっていたが、1977年公開の映画「幸福の黄色いハンカチ」でロケ地として使用（このときは「悲別ロマン座」の名称は使われていない）、「昨日、悲別で」が放映されたことをきっかけとして、1985年より市内の有志による保存活動が展開された。
その後施設の一部を改修し1987年10月の「悲別ロマン座復活祭」を皮切りに観光施設として再開業し、「悲別ロマン座保存会」により管理されており2008年9月から再び開館している。映写室では、当時使用していた映写機が保存されている。